# سرژ روی
سرژ روی (فرانسوی: Serge Roy‎؛ زادهٔ ۲۵ ژوئن ۱۹۶۲) بازیکن هاکی روی یخ اهل کانادا است.